# 草地亮叶芹
草地亮叶芹（学名：Silaum pratensis）为伞形科亮叶芹属的植物，是中国的特有植物。分布于欧洲、俄罗斯等地，一般生于湿润草地，目前已由人工引种栽培。

## 异名
- Silaus pratensis (Crantz) Bess.